# François Benoist
François Benoist (n. 10 septembrie 1794, Nantes — d. 6 mai 1878, Paris) a fost un organist, profesor de orgă și compozitor francez .

## Biografie
Benoist a studiat din 1811 la Conservatorul din Paris și obține în 1815 Prix de Rome pentru cantata Oenone. Din 1819 el devine organist al regelui și profesor de orgă la conservator. Printre elevii săi se numără Eduard Wachmann, César Franck, Camille Saint-Saëns, Charles Lecocq, Louis Lefébure-Wely și Adolphe Adam.

## Lucrări
Benoist a compus printre altele două opere, patru balete, un recviem pentru orgă și numeroase piese pentru orgă.

### Operă
- Othello (1844)
- L'Apparition (1848)

### Balet
- La Gipsy (1839)
- Le Diable amoureux (1840)
- Nisida ou les Amazones des Açores (1848)
- Pâquerette, balet de Arthur Saint-Léon (1851)

### Altele
- Léonore et Félix, Opéra comiqu (1821)
- Chœur d'adieu (1836)
- Bibliothèque de l'organiste, 12 Bände (1841 - 1861)
- Messe de Requiem pour trois voix d'homme et une d'enfant, avec accompagnement d'orgue ad libitum (1842)
- Deux Préludes (1860)
- Recueil de quatre morceaux pour orgue: Andante, Fugue sur le Pange lingua, Marche religieuse, Communion (1861)
- Messe à 4 voix, orgue et orchestre (1861)
- Ave Maria pour mezzo-soprano
- Kyrie à 4 voix
- O Salutaris à une voix,
- Cantique à la Sainte Vierge